# 卡斯科 (密蘇里州)
卡斯科（英語：Casco）是位於美國密蘇里州富蘭克林縣的鬼鎮。

## 歷史
卡斯科的郵局於1871年設立，其後於1908年停運。

## 地理
卡斯科所處的海拔為高於海平面224米（即735英呎），而該地所採用的時區為UTC-6，即北美中部時區（CST）。同時該地設有夏令時間，為UTC-6調快一小時，即UTC-5（CDT）。